# Piatra Roșie
Piatra Roșie este un vulcan stins (altitudine 211 metri) aflat în Banat, în apropiere de Lucareț, județul Timiș.

## Descriere
Este situat pe falia Șanovița - Denta pe versantul sudic al dealurilor Lipovei.  Este format din roci bazaltice, erupte în neozoic.  Din craterul vulcanului se exploatează bazalt.